# Friedrich Kellner
August Friedrich Kellner  (Vaihingen an der Enz, 1º febbraio 1885 – Lich, 4 novembre 1970) è stato un politico tedesco socialdemocratico, ispettore di giustizia e autore di un diario segreto nel periodo della Germania nazista.

Dopo la guerra spiegò lo scopo del suo diario: 

## Biografia

### Famiglia e istruzione
August Friedrich Kellner nacque il 1º febbraio 1885 a Vaihingen/Enz, una cittadina della Svevia presso Stoccarda, situata sul fiume Enz. Era figlio unico di Georg Friedrich Kellner, un fornaio del villaggio di Arnstadt, in Turingia, e di Barbara Wilhelmine Vaigle di Bietigheim-Bissingen, entrambi di fede cristiana evangelica. Quando Friedrich aveva 4 anni, la sua famiglia si trasferì a Magonza, dove suo padre divenne capo-fornaio al "Goebels Zuckerwerk" (zuccherificio Goebels). Nel dicembre 1902, all'età di 17 anni, Kellner si diplomò nel liceo intitolato a Johann Wolfgang Goethe. Cominciò la sua carriera di giovane impiegato presso la corte di giustizia di Magonza dove lavorò dal 1903 al 1933, prima come segretario cancelliere, poi come ragioniere e infine come ispettore di giustizia.

### Servizio militare e matrimonio

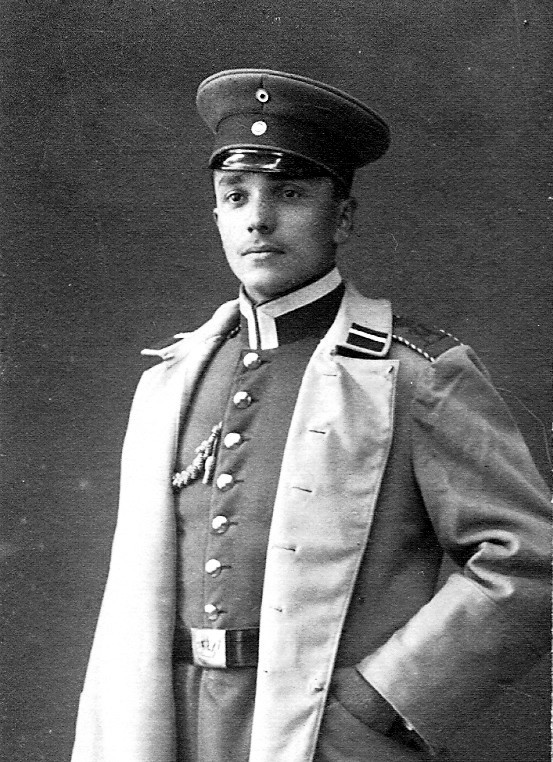
Friedrich Kellner, 1914

Nel 1907 e 1908 Kellner prestò servizio militare nella riserva, nella 6ª Compagnia di fanteria del Leibregiments Großherzogin (3. Großherzoglich Hessisches) n. 117 a Magonza.
Nel 1913 Friedrich Kellner sposò Pauline Preuss, anch'ella di Magonza.  Il loro unico figlio, Karl Friedrich Wilhelm Kellner, nacque tre anni più tardi.
Quando nel 1914 scoppiò la prima guerra mondiale, Kellner fu richiamato in servizio attivo come sostituto ufficiale nel Reggimento di fanteria Prinz Carl (4. Großherzoglich Hessisches Regiment) n. 118, a Worms.  Combatté in Francia sulla Marna e fu ferito presso Reims e inviato nell'ospedale S. Rocco (St. Rochus), in Magonza, per esservi curato.

### Attivismo politico
Sebbene fosse leale nei confronti del regime imperiale, Friedrich Kellner accolse positivamente la nascita della democrazia tedesca dopo la guerra.  Divenne un attivista politico per il nuovo partito, il Partito Socialdemocratico di Germania (SPD). Sin da quei primi giorni della Repubblica di Weimar si è schierato contro il pericolo degli estremismi, sia quello dei comunisti che quello dei nazisti. Era solito mostrare il proprio dissenso nel corso dei raduni politici sollevando il libro Mein Kampf di Adolf Hitler sopra la sua testa ed urlando alla folla riunita: «Gutenberg, il vostro torchio tipografico è stato violato da questo libro diabolico!». In più di un'occasione Kellner venne minacciato e picchiato per la sua aperta opposizione all'ideologia nazionalsocialista.
Due settimane prima che Adolf Hitler giurasse come Cancelliere e prima dell'inizio dello spietato accanimento di Hitler contro i suoi avversari politici, Friedrich Kellner portò sua moglie e suo figlio al sicuro in campagna. Si trasferirono nella città di Laubach in Assia, in cui Kellner aveva lavorato come ispettore capo della giustizia nella corte del distretto. Nel 1935 suo figlio emigrò negli Stati Uniti d'America  per evitare di entrare nell'esercito di Hitler.
Durante il pogrom del novembre di 1938, conosciuto come la "Notte dei cristalli", Friedrich e Pauline Kellner provarono ad aiutare i loro vicini ebrei. I Kellner furono avvertiti che avrebbero patito lo stesso destino dei loro vicini se avessero continuato la loro resistenza contro le politiche naziste. A Friedrich fu fatto capire che lui e Pauline sarebbero stati trasferiti in un campo di concentramento se avessero continuato ad avere "un'influenza negativa" sulla popolazione di Laubach. Dal momento che non poté più continuare ad agire apertamente, Friedrich Kellner affidò i suoi pensieri a un diario segreto. Voleva che suo figlio e le generazioni future sapessero che la democrazia deve sempre essere opposta alla dittatura. Kellner volle ammonire tutti a resistere alla tirannia ed al terrorismo, e di non credere alla propaganda. Alla fine della guerra, il diario di Friedrich Kellner aveva riempito 861 pagina in dieci volumi.

### Dopo la Guerra
Dopo la guerra Friedrich Kellner contribuì alla resurrezione del SPD di Laubach e divenne presidente regionale del partito. Durante gli anni 1945 e 1946 fu vice sindaco di Laubach e dal 1956 al 1960 fu Primo Consigliere ed ancora vice sindaco della città.
Fu ispettore capo della giustizia e coordinatore del Palazzo di Giustizia di Laubach dal 1933 al 1947. Ha servito da revisore dei conti del distretto nella corte regionale di Giessen dal 1948 al 1950. Dopo la pensione nel 1950 ha continuato ad essere consigliere legale a Laubach per tre anni.
Nel 1968 Friedrich Kellner affidò il suo diario in dieci volumi, scritto segretamente fra il 1939 e il 1945, al suo nipote americano, il professor Robert Scott Kellner, affinché lo traducesse e lo portasse all'attenzione del pubblico. Il 4 novembre 1970, Friedrich Kellner è morto ed è stato sepolto accanto alla tomba della moglie nel cimitero principale di Magonza.

## Opere

### Il diario di Friedrich Kellner
Il diario consiste di 10 volumi e, complessivamente, 861 pagine. Contiene 676 brani datati individualmente e più di 500 estratti di giornali.
Kellner voleva che le sue osservazioni non solo descrivessero gli eventi crudeli di quegli anni, ma che offrissero anche una prescrizione per le generazioni future su come impedire tali disastri: offrendo una ferma e inesorabile resistenza alle ideologie che hanno ignorato la santità della vita umana e l'assoluta necessità della libertà personale.

### Accoglienza al diario
- Pubblicare il diario: Friedrich Kellner (Autore), Sascha Feuchert, Robert Martin Scott Kellner, Erwin Leibfried, Jörg Ricke, Markus Roth (Editori), „Vernebelt, verdunkelt sind alle Hirne.“ Tagebücher 1939-1945. Wallstein Verlag, Göttingen 2011, ISBN 978-3835306363.
- Nella primavera del 2005 il diario è stato esposto nella biblioteca presidenziale George Bush di College Station, Texas.
- Il giornale Giessener Anzeiger ed il gruppo Heimatkundliche di Laubach hanno presentato una mostra su Friedrich Kellner nel settembre del 2005 al museo Laubach Heimat.
- Nell'estate del 2006 il diario è stato esposto nel Holocaust Museum Houston nel Texas.
- Nel 2007 la CCI Entertainment, un'azienda cinematografica canadese, ha prodotto un film documentario su Friedrich Kellner e suo nipote Robert Scott Kellner dal titolo “My Opposition: the Diaries of Friedrich Kellner” ("La mia opposizione: i diari di Friedrich Kellner").